# Astragalus austriacus
Espèce
Classification APG III (2009)
Statut de conservation UICN

 NT  : Quasi menacé
Astragalus austriacus, l'Astragale d'Autriche, est une espèce de plantes à fleurs de la famille des Fabaceae. C'est une plante herbacée d'origine eurasiatique.

## Description
Cet astragale est une plante herbacée pérenne.

## Répartition
On trouve cet astragale en Asie de l'ouest (Turquie, Kazakhstan, Russie) et en Europe (Autriche, Bulgarie, Espagne, ex-Yougoslavie, France, Hongrie, Italie, Moldavie, Roumanie, Slovaquie, Ukraine).
En France, dans les Alpes internes du Sud, de 600 à 1 700 m. d'altitude.

## Habitats
Pelouses xérophiles basiphiles.

## Statuts de protection, menaces
L'espèce est évaluée comme non préoccupante à l'échelon mondial.
En France, l'espèce est considérée comme quasi menacée (NT), proche du seuil des espèces menacées ou qui pourraient l'être si des mesures de conservation spécifiques n'étaient pas prises.

## Nomenclature et systématique
Cette espèce a reçu d'autres appellations, synonymes mais non valides :
- Astragalus dichopterus Pall.
- Astragalus olopterus DC.
- Astragalus onobrychis L. var. angustifolius DC.
- Astragalus scopaeformis Ledeb.
- Astragalus scopiformis Ledeb.
- Astragalus sulcatus Lam.
- Astragalus tenuifolius L.
- Phaca austriaca (Jacq.) Medik.